# سكالسيا باورية
سكالسيا باورية (الاسم العلمي:Scalesia baurii) هي نوع من النباتات تتبع جنس السكالسيا من الفصيلة النجمية.